# Gealan Fenster-Systeme
GEALAN Fenster-Systeme GmbH — компания по переработке пластмасс, производящая профильные системы для окон и дверей. Штаб-квартира находится в Оберкотцау, недалеко от Хофа (Заале).

## История
История компании восходит к 1921 году, когда Адам Фиккеншер (Adam Fickenscher) основал мехоперерабатывающий завод в Шлегеле (Schlegel) в районе Хоф. В 1947 году предприятие, к тому времени насчитывающее 200 сотрудников, переехало в Оберкотцау. В 1956 году Тео Фиккеншер, сын основателя компании, запустил новую отрасль бизнеса: переработку пластмасс. Продукция, которая включала в себя водяные шланги, поручни и бельевые верёвки, теперь распространялась под торговой маркой GEALAN. В 1968 году он впервые выпустил оконные профили и последовательно разрабатывал это направление течение следующих десяти лет.
С основанием GEALAN Werk Fickenscher GmbH в 1979 году название продукта GEALAN стало названием компании. Год спустя был выпущен устойчивый к атмосферным воздействиям цветной оконный профиль acrylcolor, изготовленный с использованием процесса соэкструзии. В 1988 году переработка и производство меха было прекращено. В связи с постоянно растущим спросом в 1992 году в Танне, Тюрингия была основана компания GEALAN Tanna Fenster-Systeme GmbH. В 1994 году в Дёлау(Верхняя Франкония) был открыт технический исследовательско-образовательный центр.
В 1997 году в торговом реестре были зарегистрированы дочерние компании S. C. GEALAN ROMANIA и GEALAN Polska. В том же году GEALAN основал новый завод в Литве. Два года спустя начала свою работу в г. Оберкотцау компания GEALAN Dienstleistung GmbH. Чтобы разгрузить штаб-квартиру, в 2001 году GEALAN открывает в г. Танне современный логистический центр, расширенный в 2004 году. В том же году дочерняя компания GEALAN Polska начала экструзию оконных профилей, чтобы своевременно обслуживать региональный рынок. Кроме того, были открыты новые представительства в других странах: GEALAN d.o.o. в Хорватии, представительство «ГЕАЛАН Фенстер-Зюстеме» в Москве (2004 г.), в 2005 году — во Франции.
В 2003 году была начата лицензированная экструзия в г. Санкт-Петербурге, в 2005 году — в г. Новосибирске. В 2007 году производство GEALAN Polska в Польше, начатое в 2004 году, достигло предела, что потребовало расширения как производственной базы, так и административного аппарата и логистики. Для дальнейшего развития российского рынка в том же году в Москве было открыто ООО «ГЕАЛАН Фэнстер-Профиле». В 2009 году произошло расширение руководства компании, а также начата экструзия ООО «ГЕАЛАН Фэнстер-Профиле» в г. Железнодорожный Московской области. В 2010 году на рынок выведены инновационные продукты STV® (технология сухой статической вклейки) и IKD® (технология заполнения теплоизолятором основной камеры профиля), в 2012 году — система S 9000, в ноябре 2013 года — GEALAN-FUTURA®. В 2014 году компания была приобретена VEKA AG. В 2016 году на выставке Fensterbau Frontale представлена система GEALAN-KUBUS®. В 2018 году технический исследовательско-образовательный центр в г. Дёлау был закрыт и перенесён в г. Оберкотцау с объёмом инвестиций в четыре миллиона евро. В нём около 150 специалистов разрабатывают новые оконные системы.

## Группа компаний GEALAN
GEALAN Gruppe является одним из ведущих поставщиков пластиковых оконных систем. В 2018 году компания получила 240 млн евро выручки благодаря своему производству оконных и дверных профилей из поливинилхлорида (ПВХ), инструментов для экструзии пластмасс, а также за счёт маркетинговых и рекламных услуг.
GEALAN имеет производственные площадки в Германии (г. Танна), Литве (г. Вильнюс), Польше (г. Жгув) и Румынии (г. Бухарест), а также дистрибьюторские компании в других европейских странах. У компании есть внутреннее рекламное агентство GEALAN Dienstleistung GmbH (GDL), осуществляющее маркетинговую и рекламную поддержку производителей окон.

## Продукция
Ассортимент продукции включает в себя различные профильные системы для окон и дверей.
- GEALAN-SMOOVIO. Благодаря полностью смонтированной роликовой конструкции раздвижной системы, створки можно легко перемещать. При открытии створка опускается вдоль оси, не поднимая при этом общий вес элемента и не выходя наружу. Другой особенностью GEALAN-SMOOVIO является низкая глубина сборки системы 150 мм в створках и раме[15].

- GEALAN-KUBUS® используется во многих странах Европы в сложных строительных проектах. Цельностеклянная система на испытаниях достигает значения Uf 0,88 Вт/(м²К) и, таким образом, соответствует критериям пассивного дома[16].

- STV® (нем. Statische-Trocken-Verglasung — «статическое сухое остекление») — система для сухого склеивания стекла и профиля. Как утверждает компания, такой метод имеет значительные преимущества перед обычным, «влажным» способом. Склеивание стекла и профиля производится с помощью специально разработанной для окон конструкционной лентой. Благодаря интенсивной теплоизоляции активной зоны по технологии IKD® вспененные профили в сочетании со статическим сухим остеклением STV достигают значений Uf <0,89 Вт/(м²K).

- acrylcolor. При окраске методом соэкструзии белый ПВХ-корпус и цветное акриловое стекло соединяются друг с другом за одну операцию. Это слияние двух материалов создает полуматовую, окрашенную поверхность внешнего профиля, способную выдерживать атмосферные воздействия.

## Цифровые сервисы
В 2018 году был разработан «виртуальный оконный салон»: желающие могут рассматривать жилые помещения и оконные профили с помощью очков виртуальной реальности. Также разработано приложение, использующее дополненную реальность для визуализации технических деталей с разных точек обзора.
В сфере планирования строительства GEALAN предлагает программу моделирования окон BIM: архитекторы могут экспортировать типы окон в профильных системах в форматах Revit и IFC.